# Denton County
Denton County är ett administrativt område i delstaten Texas, USA, med 662 614 invånare (2010). Den administrativa huvudorten (county seat) är Denton.

## Geografi
Enligt United States Census Bureau har countyt en total area på 2 481 km². 2 302 km² av den arean är land och 179 km² är vatten.

### Angränsande countyn
- Cooke County - norr
- Grayson County - nordost
- Collin County - öster
- Dallas County - sydost
- Tarrant County - söder
- Wise County - väster